# Wilhelmsburg, Austria
Wilhelmsburg là một đô thị thuộc huyện Sankt Pölten-Land trong bang Niederösterreich, Áo.